# هاري إلمور هيرد
هاري إلمور هيرد (بالإنجليزية: Harry Elmore Hurd)‏ هو شاعر أمريكي، ولد في 23 أبريل 1889 في Plaistow, New Hampshire ‏ في الولايات المتحدة، وتوفي في 21 أغسطس 1958.